# Efeublättriges Alpenveilchen
Cyclamen hederifolium ist eine Pflanzenart aus der Gattung Alpenveilchen (Cyclamen) innerhalb der Familie Primelgewächse (Primulaceae). Als Trivialnamen werden Efeublättriges Alpenveilchen, Herbst-Alpenveilchen, Neapolitanisches Alpenveilchen, Neapolitaner Erdscheibe verwendet. Sie ist im nördlichen Mittelmeerraum verbreitet.

## Beschreibung

Illustration

### Vegetative Merkmale
Cyclamen hederifolium wächst als ausdauernde krautige Pflanze und erreicht Wuchshöhen von 10 bis 15 cm. Sie bildet als Überdauerungsorgan eine nur an der Oberseite bewurzelte Knolle. Die Knollen wachsen beständig, erreichen Durchmesser von 15 bis 20 cm und sind langlebiger als beispielsweise die von Cyclamen coum.
Erst nach dem Erscheinen der Blüten im August oder September entwickeln sich die Laubblätter. Die Blätter überwintern und bilden bis zum späten Frühjahr eine grundständige Blattrosette und beim Auftreten in kleinen Gruppen einen grünen Blattteppich. Die Blattform des Cyclamen hederifolium ähnelt zum Teil denen des Efeus. Die Laubblätter sind in Blattstiel und Blattspreite gegliedert. Die Spreitenform ist recht variabel und reicht von efeuähnlich gezackt bis herz- oder spießförmig. Die Blattoberseite ist dunkelgrün mit einem mehr oder weniger stark ausgeprägten silbrigen Muster. Die Blattunterseite ist grünlich.
Die weißblühende Form Cyclamen hederifolium f. album kommt in Wildbeständen vor und soll wuchskräftiger sein als die rosablühenden Formen.

### Generative Merkmale
Die Blütezeit liegt in der zweiten Jahreshälfte von August bis Oktober. Die Blüten stehen einzeln auf einem 10 bis 15 cm langen Blütenstandsschaft. Die zwittrigen Blüten sind fünfzählig mit doppelter Blütenhülle. Die Blütenkronblätter sind dunkel- bis hellrosafarben und besitzen an der Basis einen dunklen Fleck. Die Blüten duften schwach und zeichnen sich durch die zurückgeschlagenen Kronblätter aus, die einen fünfeckigen Schlund bilden.

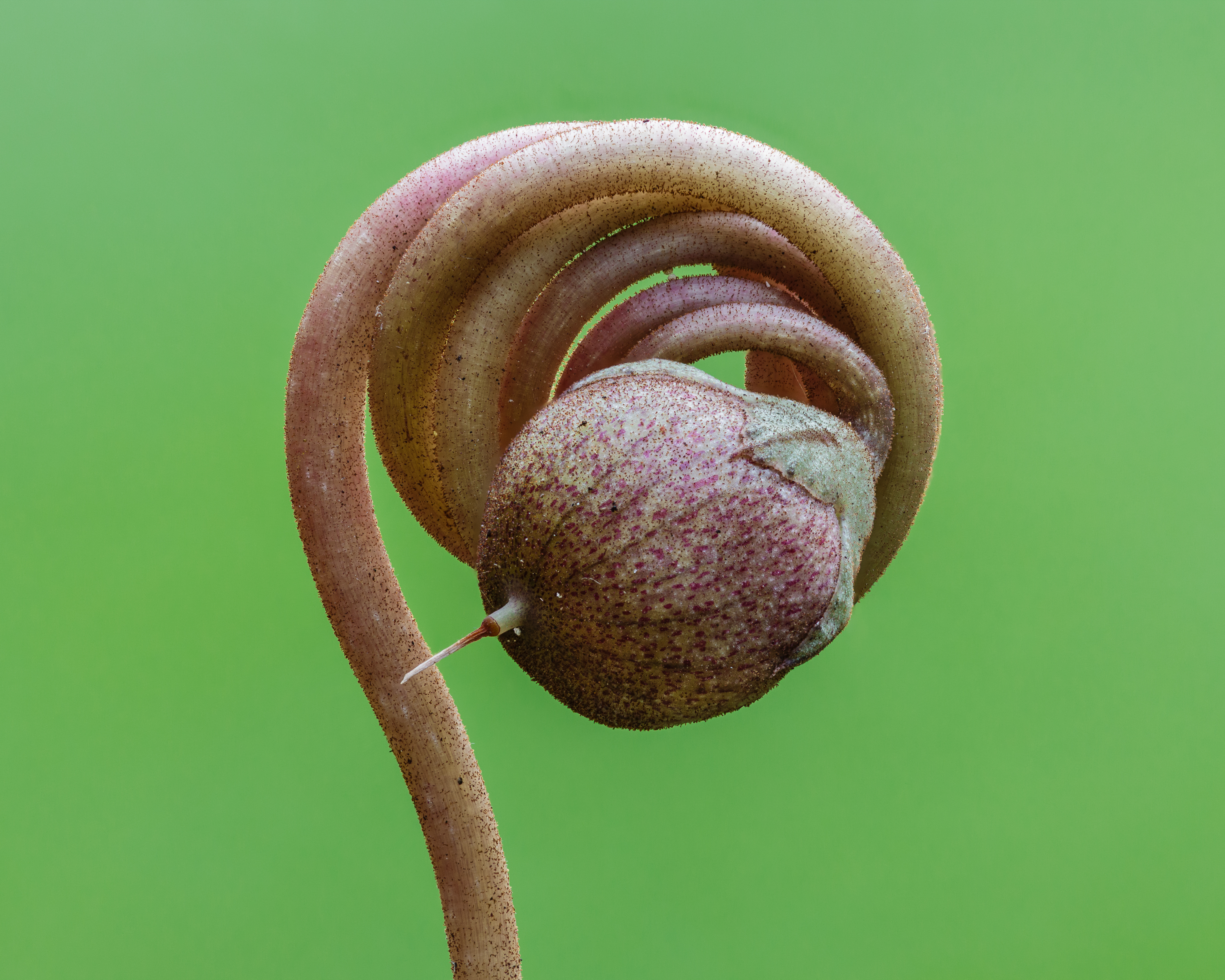
Samenkapsel am spiralig aufgerollten Blütenstandschaft von Cyclamen hederifolium.

Unmittelbar nach der Blüte rollen sich die Blütenstandsschäfte von oben her zusammen. Die kugelförmigen Kapselfrüchte reifen auf dem Boden liegend und von den Blütenstielen umschlossen bis zum darauffolgenden Frühsommer. Die Samen keimen im Herbst. Sämlinge bringen im ersten Jahr ein einzelnes Blättchen hervor, das den Winter überdauert und etwa 5 mm breit ist.

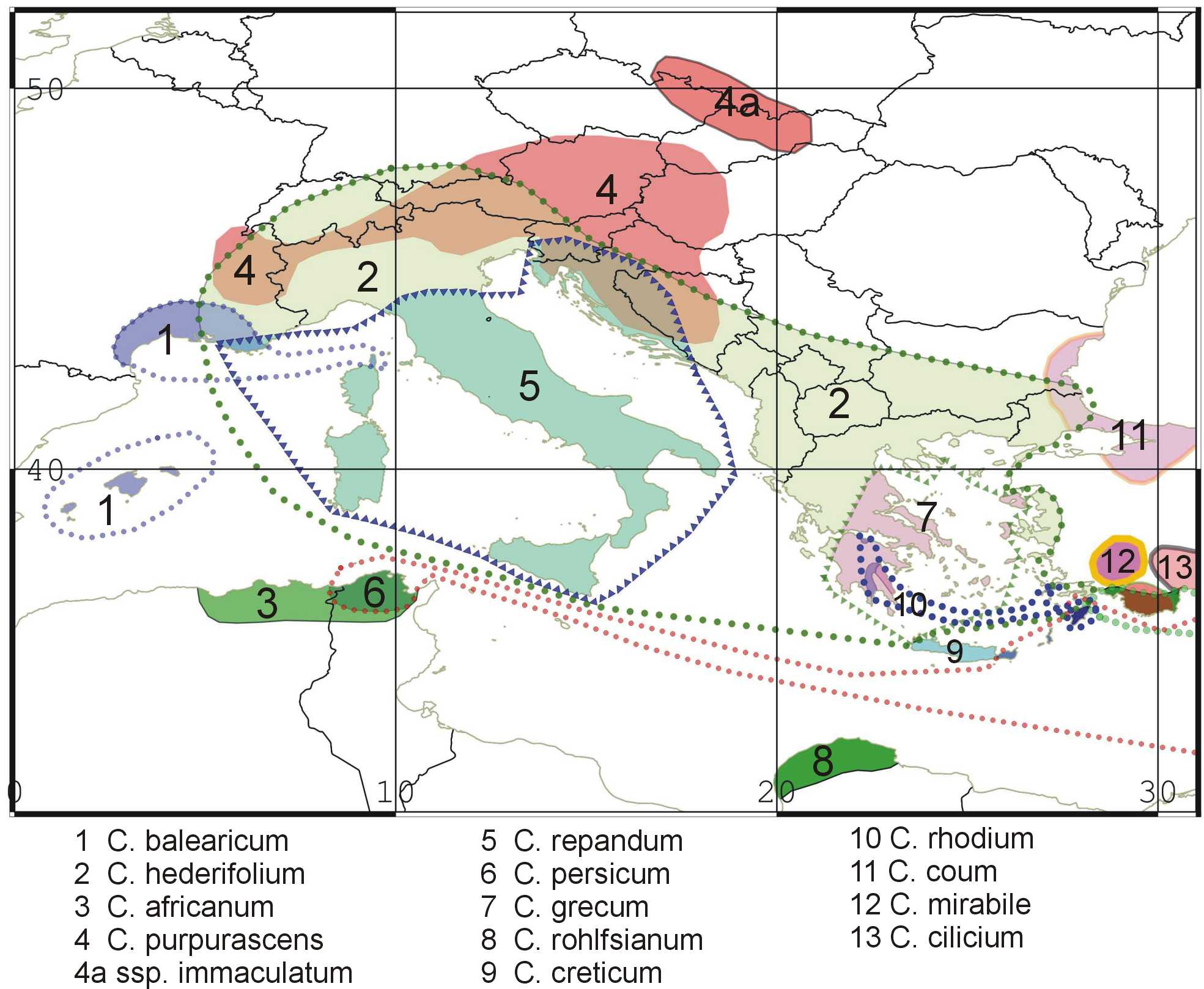
Karte der natürlichen Verbreitung der Gattung Cyclamen in Europa, Asien und Afrika. Cyclamen hederifolium ist die Nr. 2. (Versuch auf Grundlage der Angaben in Wikipediaartikeln und auf "cyclamen.org").

## Vorkommen
Das weite Verbreitungsgebiet von Cyclamen hederifolium reicht im Mittelmeerraum von Südfrankreich bis zur westlichen Türkei und sie kommt auf den Mittelmeerinseln Korsika, Sardinien, Kreta und der Ägäis vor. Cyclamen hederifolium gedeiht dort in Wäldern und Buschland in felsigen Gebieten in Höhenlagen bis zu 1300 Metern, meist über Kalkstein.
Die ökologischen Zeigerwerte nach Landolt et al. 2010 sind in der Schweiz: Feuchtezahl F = 3 (mäßig feucht), Lichtzahl L = 3 (halbschattig), Reaktionszahl R = 4 (neutral bis basisch), Temperaturzahl T = 4+ (warm-kollin), Nährstoffzahl N = 3 (mäßig nährstoffarm bis mäßig nährstoffreich), Kontinentalitätszahl K = 2 (subozeanisch).

## Nutzung
Cyclamen hederifolium ist trotz seiner südlichen Herkunft auch in Mitteleuropa winterhart und gehört zu den Cyclamen-Arten, die am einfachsten in der Kultur sind. Es gedeiht im Halbschatten auf durchlässigem Boden, im Garten aber auch auf den meisten Gartenböden; dort toleriert es auch sonnige Standorte. Es breitet sich leicht durch Samen aus und verwildert an geeigneten Standorten.

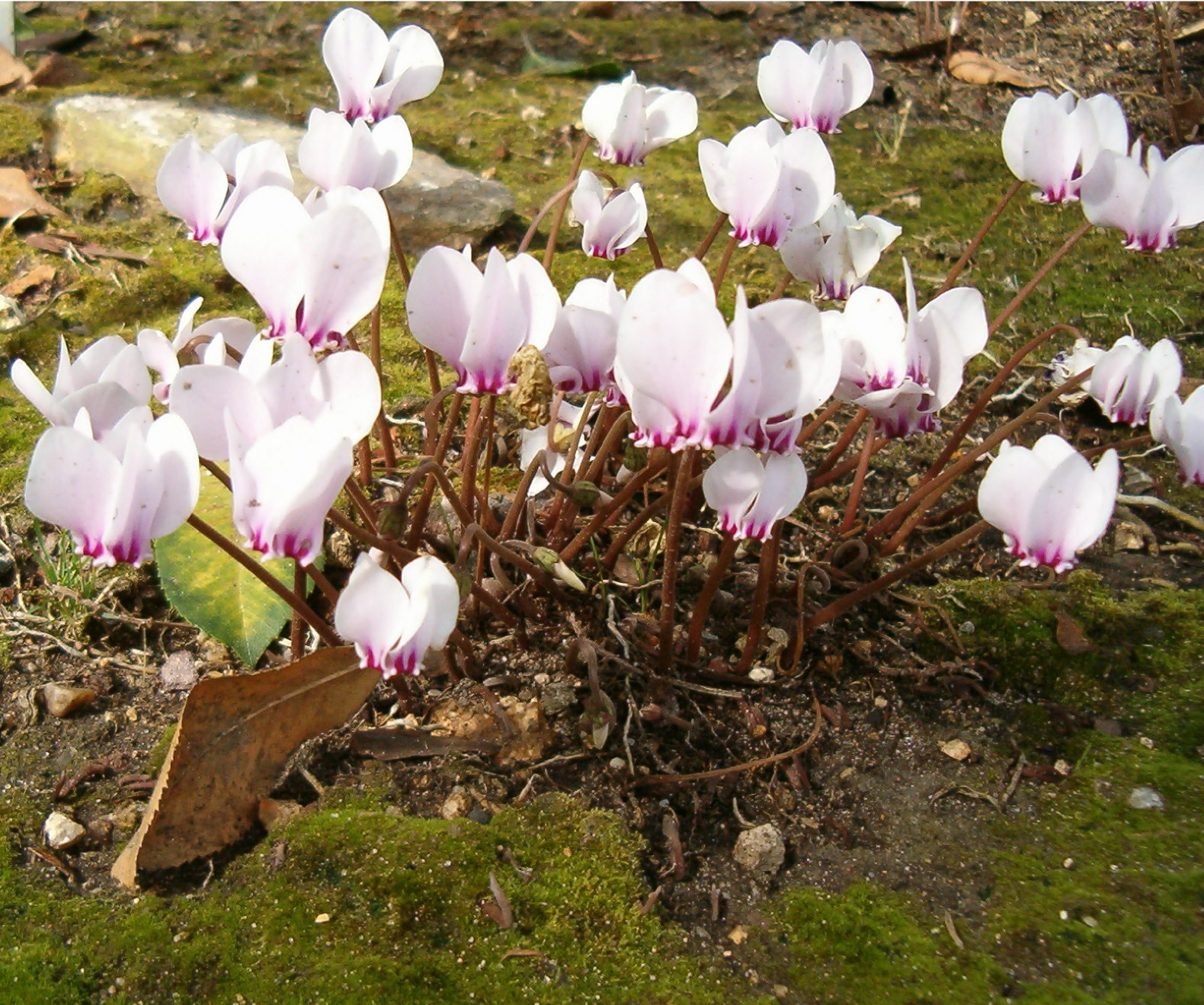
Die Blüten erscheinen vor den Blättern
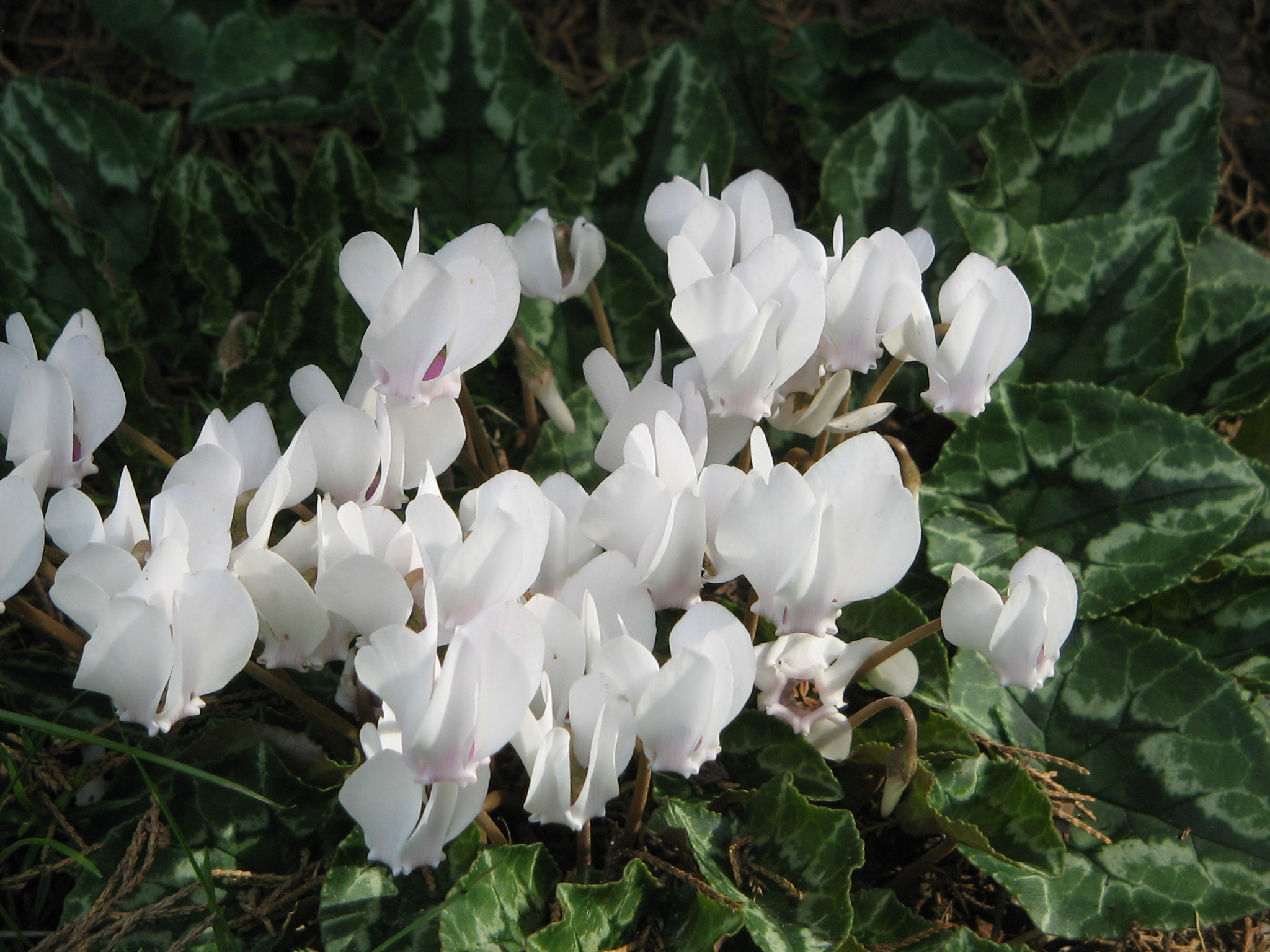
Weißblütige Form
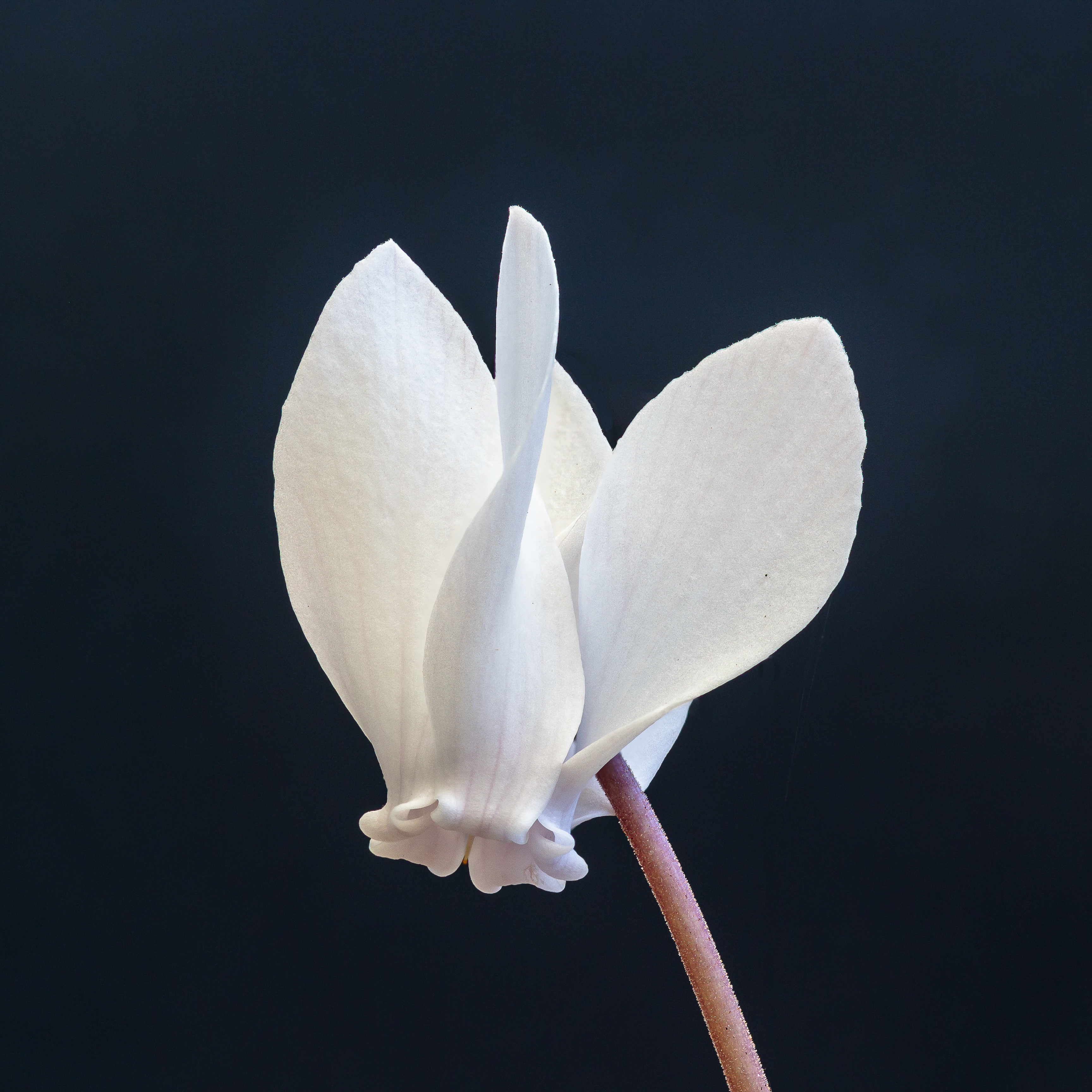
Nahaufnahme Weißblütige Form
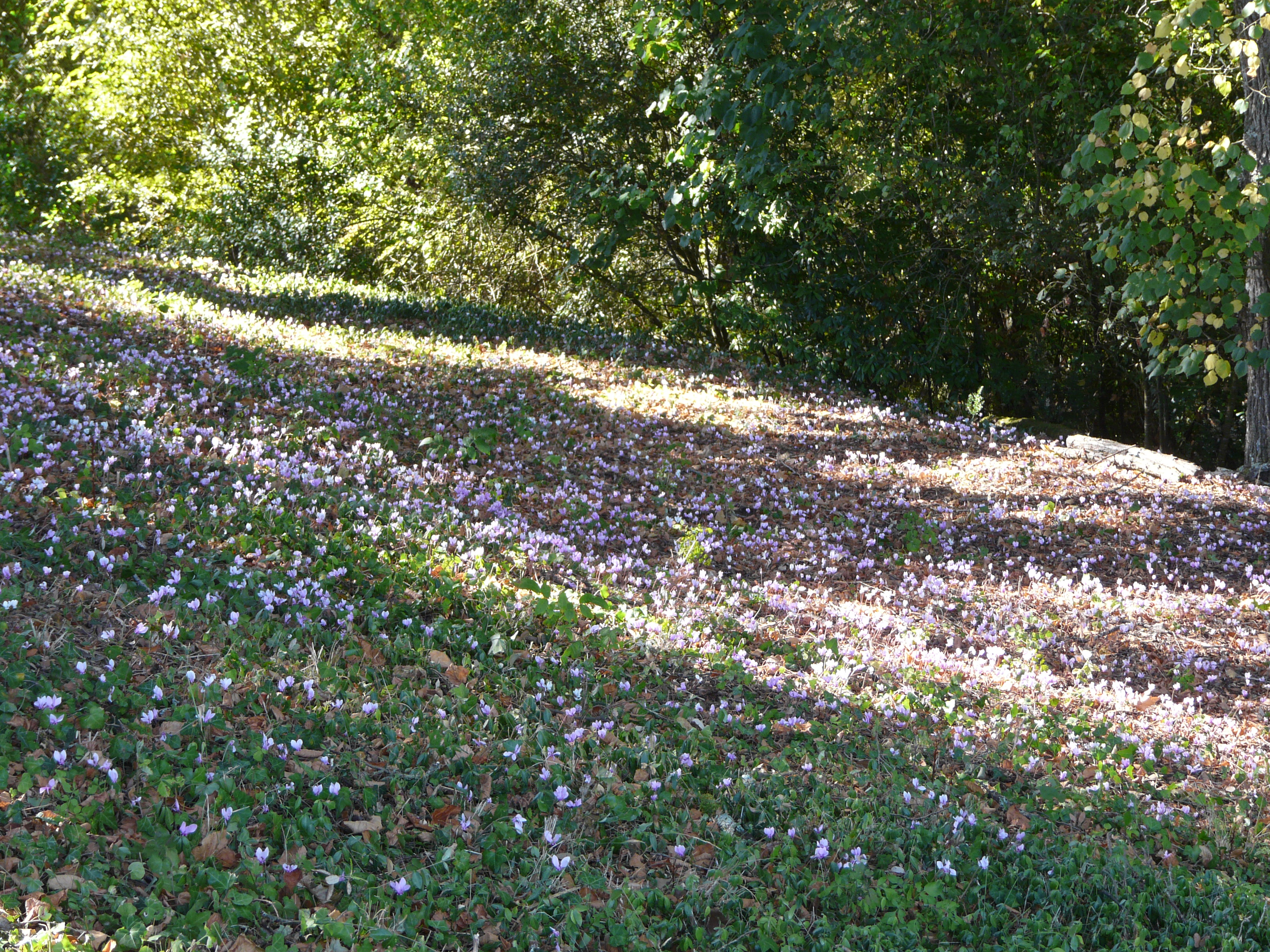
Verwildert in einem Park in der Dordogne in Frankreich
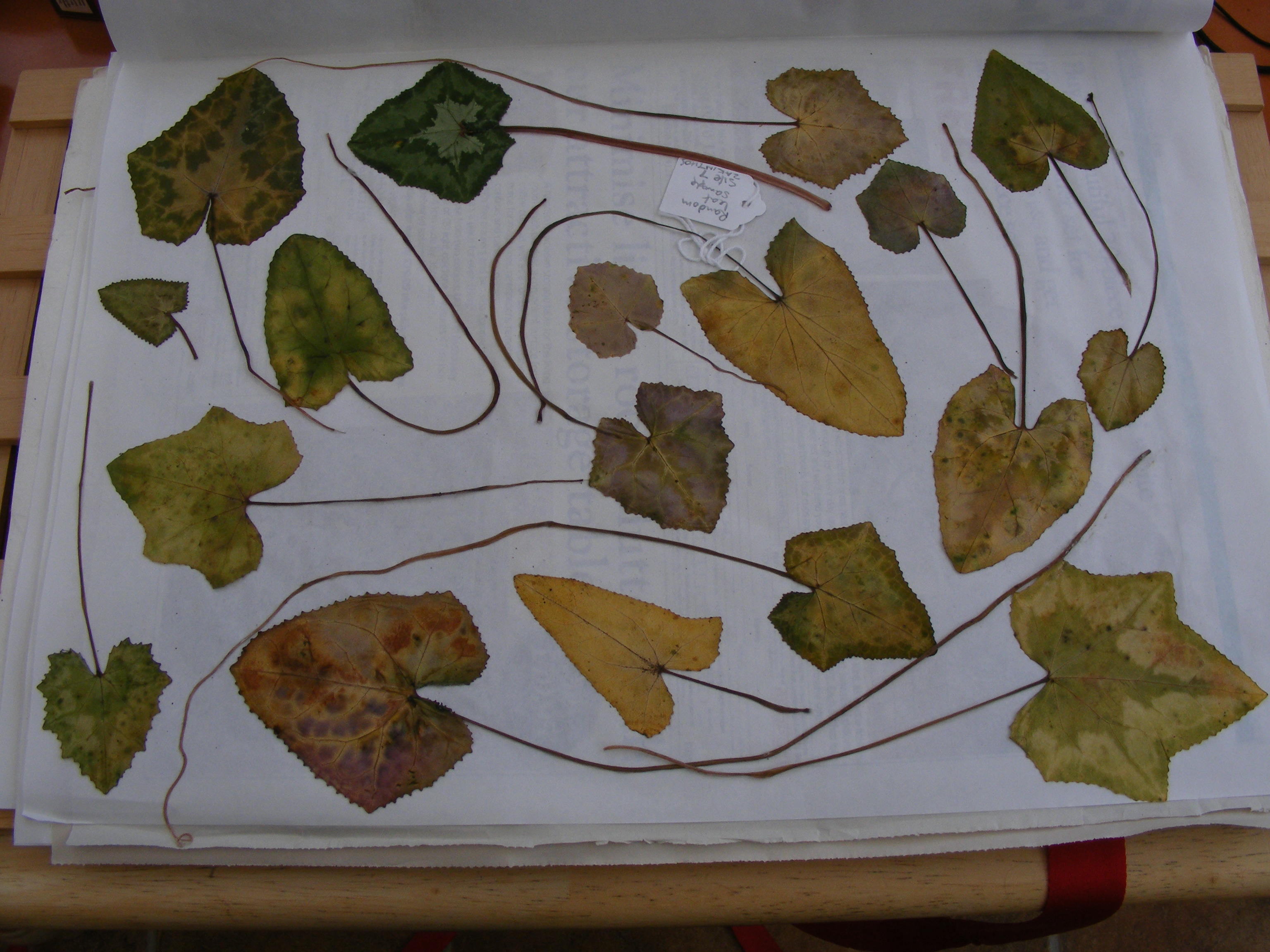
Verschiedene Blattformen auf den Ionischen Inseln
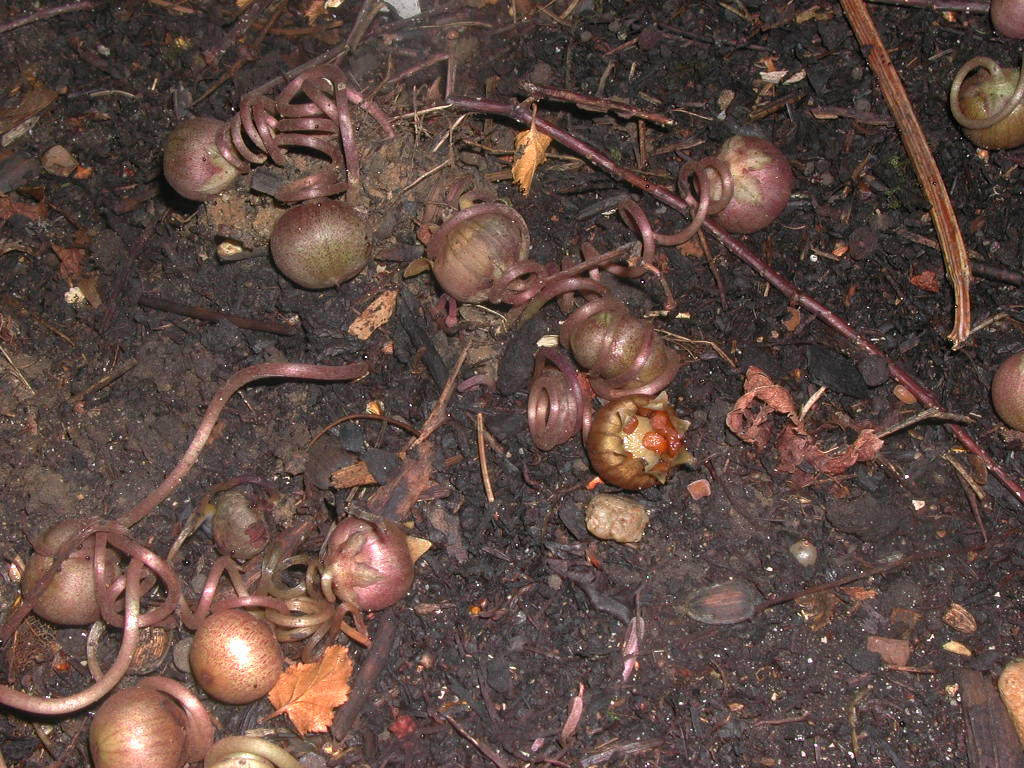
Reife Früchte mit Samen